# Esporte no Azerbaijão
O esporte no Azerbaijão é dominado principalmente pela luta greco-romana, a luta livre, o levantamento de peso, o judô, o futebol, o xadrez e o boxe. O relevo do Azerbaijão é bastante montanhoso, o que facilita a prática de desportos como esqui e o alpinismo sejam practicados massivamente. os desportos aquáticos somente podem ser practicados em lagos, especialmente no Mar Cáspio, em rios e em outros corpos de água. Competitivamente, oa Azerbaijão tem tido êxito em halterofilia e luta livre.
O Azerbaijão é também participante activo na comunidade desportiva internacional com a plena pertencida à Federação Internacional de Futebol (FIFA), União das Federações Europeias de Futebol (UEFA), Associação Internacional de Federações de Atletismo (IAAF), Associação Europeia de Atletismo (AEA) e o Comité Olímpico Internacional (COI), entre muitos outros.
O Azerbaijão é conhecido como uma das superpotências xadrez e o xadrez ainda é extremamente popular. Jogadores de xadrez notáveis do Azerbaijão incluir Teimour Radjabov, Shahriyar Mammadyarov, Vugar Gashimov e Zeinab Mamedyarova. O Azerbaijão também recebeu muitos torneios de xadrez e competições internacionais e tornaram-se os vencedores Campeonato Europeu por Equipes de Xadrez em 2009. Em 2015, o Azerbaijão foi sede dos primeiros Jogos Europeus.